# بيتر هاسي
بيتر هاسي (بالألمانية: Peter Haase)‏ هو عداء سريع ألماني، ولد في 23 يناير 1943.

## وصلات خارجية
- بيتر هاسي على موقع الاتحاد الدولي لألعاب القوى (الإنجليزية)
- بيتر هاسي على موقع أوليمبيديا (الإنجليزية)